# بوب ويليس
بوب ويليس (30 مايو 1949 في المملكة المتحدة - 4 ديسمبر 2019) (بالإنجليزية: Bob Willis) هو لاعب كريكت بريطاني. شارك مع منتخب إنجلترا للكريكت. أما مع النوادي، فقد لعب مع نادي مقاطعة سري للكريكت ‏ ونادي وارويكشاير للكريكيت ‏ ونادي مارليبون للكريكت ‏ ونادي الشماليين للكريكت ‏.

## وصلات خارجية
- بوب ويليس على موقع IMDb (الإنجليزية)
- بوب ويليس على موقع قاعدة بيانات الفيلم (الإنجليزية)
- بوب ويليس على موقع إي آس بي آن كريك إنفو (الإنجليزية)